# ویلتون تیلور
ویلتون تیلور (انگلیسی: Wilton Taylor؛ ‏ ۱۸۶۹ – ۲۴ ژانویهٔ ۱۹۲۵) بازیگر اهل ایالات متحده آمریکا بود.
از فیلم‌هایی که وی در آن نقش داشته‌است، می‌توان به گسولین گاس، فروشنده دوره‌گرد، جزیره گنج و زن وحشی اشاره کرد.